# NA-2023
La  NA-2023  es una carretera local perteneciente a la Red de Carreteras de Navarra que se inicia en PK 9,58 de NA-140 y termina en Hiriberri/Villanueva de Aezkoa. Tiene una longitud de 3,24 kilómetros.

## Recorrido
| Denominación | Kilómetro | Salida                                     | Carretera                                  | Dirección                                       |
| ------------ | --------- | ------------------------------------------ | ------------------------------------------ | ----------------------------------------------- |
| NA-2023      | 0         |                                            | NA-140                                     | Isaba/Izaba Auritz/Burguete Ochagavía/Otsagabia |
| NA-2023      | 3         | Travesía de Hiriberri/Villanueva de Aézcoa | Travesía de Hiriberri/Villanueva de Aézcoa | Travesía de Hiriberri/Villanueva de Aézcoa      |